# Mantra
Mantra (en devanagari तन्त्र) és un mot d'origen sànscrit format pels termes manaḥ i trāyate, que es tradueixen com a "ment" i "alliberació". És un concepte del pensament de l'Índia que es presenta com un instrument per alliberar la ment del flux constant de pensaments que la confonen. Un mantra pot ser una síl·laba, una paraula, una frase o un text llarg, que en ser recitat i repetit va portant a la persona a un estat de profunda concentració (dhāraṇā).

## Utilització
En el budisme tibetà, cada mantra es considera el so corresponent a un cert aspecte de la il·luminació i es recita per a identificar-se amb aquest aspecte de la ment il·luminada.
Per exemple, el mantra om mani padme hum correspon a la compassió. Es tradueix "Oh, joia en el lotus!", sent originalment el cèlebre mantra om, el símbol sonor corresponent a Brama, tot i que aquest mantra va passar a formar part de la cèlebre frase budista.
Segons la tradició budista pollivetana, un mantra no té efecte complet si la pràctica de la seva recitació no és supervisada per un mestre competent (lama en tibetà, guru en sànscrit), recolzat alhora per un llinatge de mestres que –en el cas del budisme- remunten fins al mateix Buda. Segons el budisme, a més de recitar-se, un mantra es pot escriure en determinats llocs per a beneficiar-se de la seva influència espiritual.

## Mantres coneguts
- Om

Mantres hinduistes
- Mantra Hare Krixna
- Mantra Gayatri
- Mantra Mahamrityunjaya
- Mantra Soham
- Mantra Namokar
- Mantra Swaminarayan
- Om namah shivaya (mantra de Xiva)
- Om namo narayanaya (mantra de Vixnu)
- Om namo bhagavate vasudevaya (mantra de Vasudeva)
- Om sri ramaya namah (mantra de Rama)
- Om sri durgayai namah (mantra de Durga)
- Om sri ganeshaya namah (mantra de Ganeixa)
- Om sri maha Lakshmyai namah (mantra de Lakxmi)
- Om sri hanumate namah (mantra de Hanuman)
- Om aim saraswatyai namah (mantra de Sarasvatí)
- Om kalikayai namah (mantra de Kali)

Mantres budistes
- Om mani padme hum (mantra del bodhisattva de la compassió Avalokiteshvara)
- Om vajrapani hum (mantra del bodhisattva Vajrapani, protector del dharma)
- Om vajrasattva hum (mantra del bodhisattva Vajrasattva, purificador del karma)
- Om ah hum vajra guru padma siddhi hum (mantra de Padmasambhava)
- Om muni muni maha muniye sakyamuni svaha (mantra de Buda)
- Om gate gate paragate parasamgate bodhi svaha (mantra del Sutra del cor)
- Om tare tuttare ture svaha o Om tare tutare ture soha (mantra de la Tara verda)
- Om tare tuttare ture mama ayurjnana punye pushting svaha (mantra de la Tara blanca)
- Nam Myoho Renge Kyo (Daimoku)